# Carolina (kommun i Brasilien, Maranhão, lat -7,51, long -47,15)
Carolina är en kommun i Brasilien.   Den ligger i delstaten Maranhão, i den centrala delen av landet, 900 km norr om huvudstaden Brasília. Antalet invånare är 23 979.
Följande samhällen finns i Carolina:
- Carolina

Omgivningarna runt Carolina är huvudsakligen savann. Runt Carolina är det mycket glesbefolkat, med 3 invånare per kvadratkilometer.